# Центральная служба безопасности
Центральная служба безопасности (англ. Central Security Service, CSS) — спецслужба США, подведомственная министерству обороны США, созданная в 1971 году директивой президента для обеспечения полнофункционального взаимодействия между Агентством национальной безопасности (NSA) и Криптографической службой (SCE) вооруженных сил США в области радиоэлектронной разведки. Организационно входит в состав АНБ, руководителем CSS является по совместительству директор АНБ, оперативное руководство CSS осуществляет его заместитель. Численность персонала CSS составляет, по разным оценкам, от 15 до 25 тысяч человек (то есть может превосходить 50 % от общей численности персонала АНБ).
Эмблема CSS представляет собой синий круг с пятиконечной золотой звездой внутри, в котором по часовой стрелке располагаются символы криптографических служб видов вооружённых сил США и символикой АНБ в центре.

## Задачи
По оценке Д. Бэмфорда, CSS была первоначально задумана как отдельный «четвёртый вид вооружённых сил» наряду с имеющимися тремя. Командование всех видов вооруженных сил противилось этой идее, и в итоге CSS была создана как межведомственная организация. Основной задачей CSS является перехват всех видов сигналов вражеских армий (радары, телеметрия, радио/спутниковая связь) с использованием соответствующих технических средств. Например, ВМФ США имеет специальные подводные лодки для подключения к подводным кабелям противника; ВВС США располагает самолётами со сложными антеннами для прослушивания радаров и радиопередач противника, сухопутные войска также используют аппаратуру подслушивания.

## Специальная служба сбора данных
Специальная служба сбора данных (англ. Special Collection Service, SCS) представляет собой подразделение CSS, существование которого официально не признается. Его задачей является размещение сложного оборудования в труднодоступных местах, а также вербовка специалистов армий противника, занимающих критически важные должности: администраторов баз данных, системных администраторов и ИТ-специалистов. Штаб-квартира SCS находится в Белтсвилле, штат Мэриленд.
Специализированные возможности сбора разведывательной информации Специальной службы сбора данных включают в себя:
- тайные операции, связанные с наблюдением и проникновением в интересующие объекты, включая операции в стиле «черный мешок»[англ.];
- перехват данных, передаваемых по закрытым каналам, с использованием технологий ПЭМИН;
- скрытый перехват и ретрансляцию интересующей информации;
- использование беспилотных летательных аппаратов для слежения и проникновения за границу.

Объединение ресурсов ЦРУ и АНБ используется для выполнения задач агентства в рамках разведывательной деятельности, которая находится под контролем директора АНБ и министра обороны. Стратегии безопасности, принятые США после терактов 11 сентября 2001, привели к значительному росту масштаба и сложности задач SCS.